# Myrmage
Myrmage Prószynski, 2016 è un genere di ragni appartenente alla famiglia Salticidae.

## Distribuzione
Le 3 specie sono state reperite in Asia sudorientale (Borneo indonesiano, Malaysia) e nello Sri Lanka.

## Tassonomia
Per la descrizione delle caratteristiche di questo genere sono stati esaminati gli esemplari tipo di Myrmarachne gedongensis Badcock, 1918.
Non sono stati esaminati esemplari di questo genere dal 2017.
Attualmente, a gennaio 2022, si compone di 3 specie:
- Myrmage dishani (Benjamin, 2015) — Sri Lanka
- Myrmage gedongensis (Badcock, 1918)[2] — Malaysia, Indonesia (Borneo)
- Myrmage imbellis Peckham & Peckham, 1892 — Sri Lanka